# ويليام بيكر (سياسي أمريكي)
ويليام بيكر (بالإنجليزية: William Baker)‏ هو محامي وسياسي أمريكي، ولد في 14 أبريل 1795 في ميندن في الولايات المتحدة، وتوفي في 6 نوفمبر 1871 في أوتيكا في الولايات المتحدة. انتخب عضو جمعية ولاية نيويورك.